# Dalea leucostachya
Dalea leucostachya är en ärtväxtart som beskrevs av Asa Gray. Dalea leucostachya ingår i släktet Dalea, och familjen ärtväxter.

## Underarter
Arten delas in i följande underarter:
- D. l. eysenhardtioides
- D. l. leucostachya